# Венема, Ник
Ник Венема (нидерл. Nick Venema; 9 апреля 1999 года, Утрехт) — нидерландский футболист, нападающий клуба «Дордрехт».

## Карьера
Венема — воспитанник «Утрехта», пришёл в академию в 2014 году. Выступал за молодёжную команду, в общей сложности провёл за неё 12 встреч, забил 7 мячей. С сезона 2016/2017 привлекается к основному составу команды.
12 февраля 2017 года дебютировал в Эредивизи в поединке против ПСВ, выйдя в основном составе и будучи заменённым на 83-й минуте Ришайро Живкович. Всего в дебютном сезоне провёл три матча.
В августе 2019 года перешёл на правах аренды в «Алмере Сити». Дебютировал в клубе 30 августа в матче Эрстедивизи против «Йонг Аякса».
15 августа 2023 года перешёл во французский «Валансьен».
1 июля 2025 года перешёл в «Дордрехт», подписав двухлетний контракт до середины 2027 года. 8 августа дебютировал в победном матче Эрстедивизи против «Камбюра» (1:0), выйдя в стартовом составе.
Вызывался в юношеские сборные Нидерландов, однако постоянным игроком не являлся.